# بیل میسون (بازیکن فوتبال)
بیل میسون (انگلیسی: Bill Mason؛ ۳۱ اکتبر ۱۹۰۸ – ۱۹۹۵ (۸۶−۸۷ سال)) بازیکن فوتبال اهل بریتانیا بود.
از باشگاه‌هایی که در آن بازی کرده‌است می‌توان به باشگاه فوتبال فولام و باشگاه فوتبال ویمبلدون اشاره کرد.